# هانس مالشتروم
هانس مالشتروم (به انگلیسی: Hans Malmstrøm) (زادهٔ ۱۵ نوامبر ۱۹۱۲) شناگر اهل دانمارک است.